# Ippolito Nievo

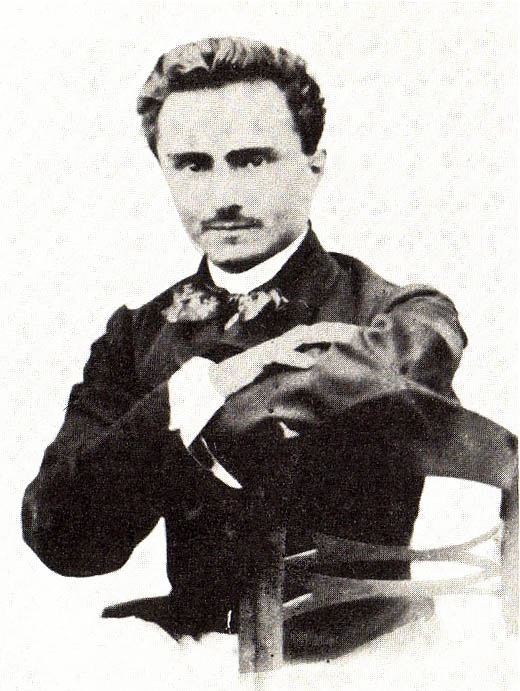
Ippolito Nievo.

Ippolito Nievo (Padua, 30 de noviembre de 1831 - Mar Tirreno, 4 de marzo de 1861), fue un escritor y patriota italiano del Realismo.

## Biografía
Nació en Padua hijo de Antonio, un noble magistrado, y de Adele Marín, una noble veneciana hija de una condesa friulana. Esta familia y los lugares de la Lombardía, el Friul y el Véneto aparecerán como trasfondo de toda su obra. Siguiendo los traslados del padre estudiará en Verona, Cremona y Revere, donde acaba la enseñanza media en 1850. Se inscribe en Mantua para estudiar Derecho, pero se gradúa en Padua en 1855. Fascinado por el nacionalismo que predica Giuseppe Mazzini, participa en el Risorgimento, pero se desilusiona prontamente con la Revolución de 1848 y se refugia en Cremona con su amigo Attilio Magri; allí conoce a Matilde Ferrari, inspiradora de su novela satírica Antiafrodisiaco per l'amor platonico (1851), y se enamora. En la primavera de 1849 permanece un breve tiempo en Pisa, donde conoce a Andrea Cassa, con quien participa en el movimiento livornés y entra en contacto con los miembros del Partido democrático de Francesco Domenico Guerrazzi. Rechazando seguir una carrera judicial que le habría hecho incorporarse a la odiada administración austriaca, decide consagrarse a las letras.
En 1854 el editor Vendrame de Udine le publicó un primer volumen de Versi que recogía las poesías que publicó precedentemente en la revista L'Alchimista friulano y en ese mismo año es representado en Padua su drama Gli ultimi giorni di Galileo Galilei (Los últimos días de Galileo Galilei). Cada día más desilusionado de la situación política italiana, se retira a Colloredo di Monte Albano y se dedica activamente a la producción literaria y a fraguar en su mente su obra maestra de más de mil páginas, la novela Le confessioni d'un Italiano. Colabora en el semanario milanés Il Caffè.
En 1856 es acusado de injurias por un relato titulado "L'Avvocatino" publicado en el periódico milanés Il Panorama universale y sufre un proceso. Eso le obliga a permanecer en Milán y a participar de sus estimulantes debates culturales, literarios y políticos. Entre 1857 y 1858 Nievo, vuelto a Colloredo, se dedica intensamente a la redacción de su gran novela Le confessioni d'un italiano, que no verá publicada sino póstuma en 1867 por el editor Le Monnier con otro título, Le confessioni di un ottuagenario.
Los acontecimientos de 1859 y de 1860 vuelven más intensa su actividad periodística y surgen sus dos primeros ensayos políticos, el opúsculo Venezia e la libertà d'Italia, inspirado en la deseada liberación de la ciudad, y el Frammento sulla rivoluzione nazionale. Entra en 1859, como un camisa roja más, al servicio de los Cacciatori delle Alpi de Garibaldi y el año siguiente toma parte en la Expedición de los mil. El 5 de mayo zarpa a bordo del Lombardo y se distingue en la batalla de Calatafimi. En Palermo le nombran intendente de primera clase y ese cargo administrativo le da la oportunidad de ser cronista de la expedición (Diario della spedizione dal 5 al 28 maggio y Lettere garibaldine). Al recibir el encargo en Palermo de transportar hasta Nápoles los documentos administrativos de la expedición, encuentra la muerte en el mar Tirreno entre el 4 y el 5 de marzo de 1861, en el naufragio del vapor Ercole que le transportaba, el mismo año en que Víctor Manuel II de Saboya se proclamaba rey de Italia.

## En la ficción
Ippolito Nievo aparece en El cementerio de Praga, la novela de Umberto Eco. En esa novela, el protagonista ficticio Simone Simonino causó el naufragio de Nievo por explosión. Los documentos financieros fueron causa del asesinato de Nievo.

## Obra
A pesar de su prematura muerte, llegó a escribir una novela satírica, un par de comedias en verso, un puñado de relatos, versos y ensayos y una de las novelas más importantes de la Italia del XIX, comparable a las mayores del Realismo europeo, Las confesiones de un italiano (1867). Son importantes asimismo las 70 cartas enviadas a Matilde Ferrari entre 1848 y 1851, donde se nota el influjo de la obra epistolar de Foscolo. La novela satírica Afrodisiaco per l'amor platonico, escrita en 1851, fue consecuencia de la ruptura con Matilde; el autor la dejó inédita y fue publicada póstuma en 1956 al cuidado de C. Bascetta ye V. Gentili en Florencia por el editor Le Monnier. I Versi fueron fruto de los últimos meses de 1853 y los primeros de 1854, cuando colaboró con el diario de tendencia liberal L'Alchimista Friulano. En estos poemas el joven autor se revuelve contra los poetas de la tradición clasicista y académica y contra los cantores del Romanticismo. Su ideal poético se identificaba con el del poeta Giuseppe Giusti y con el gusto popular por la lengua viva y hablada. El año siguiente, 1855, compuso otros versos de naturaleza más íntima que respondían al magisterio de Ugo Foscolo y de Giacomo Leopardi. Por eso será más tenue el influjo de Giusti en sus sucesivas colecciones de versos: Le Lucciole. Canzoniere (1855-1857), (Milán: Redaelli, 1858) y Gli Amori Garibaldini (Milán: Agnelli, 1860). En 1854 publicó un ensayo de crítica literaria, Studii sulla poesia popolare e civile massimamente in Italia, publicado antes en El Alquimista Friulano. Sus relatos sueltos y novelas cortas, de ambiente campesino, fueron agrupados en 1956 en Novelliere campagnuolo e altri racconti; tomaba como modelo las novelas de Giulio Carcano, de Caterina Percoto, de Francesco Dall'Ongaro y las novelas campestres ambientadas en el "Berry" de George Sand. La colección habría debido tomar como introducción el relato La nostra famiglia di campagna (1855). Las otras son La Santa di Arra (1855), La pazza del Segrino (1855), Il Varmo (1856), tres novelas que forman el llamado Ciclo del contadino Carlone: Il milione del bifolco (1856), L'Avvocatino (1856) y La viola di San Sebastiano; están ambientadas en el Friul. Siguieron Il Conte Pecoraio y Angelo di bontà. Storia del secolo passato (1855), ambientada en Venecia.
Le Confessioni d'un italiano fue escrita en nueve meses entre fines de 1857 y agosto de 1858. No encontró editor a causa de su contenido garibaldino, y permaneció inédita hasta que se imprimió póstuma en 1867 al cuidado de Erminia Fuà Fusinato, mujer de Arnaldo Fusinato amigo de Nievo, con algunas correcciones y con otro título: Le confessioni di un ottuagenario. Se considera su obra maestra. En ella, al igual que León Tolstoy, logra reunir a través de irrepetibles historias individuales un gran proceso histórico colectivo, sin esconder, pese a que está a favor del progreso y la revolución, la violencia interna que esta esconde; por otra parte se diferencia en que funde los géneros de novela histórica con algunos contenidos de novela picaresca y resulta, en suma, la gran novela de la Unificación italiana. 
Sus escritos políticos e históricos son Venezia e la libertà d'Italia, el Diario della spedizione dal 5 al 28 maggio, el Resoconto amministrativo della prima spedizione in Sicilia, y el llamado Frammento sulla rivoluzione nazionale.
La Storia filosofica dei secoli futuri de 1860 es un relato en que se muestra como uno de los precursores de la Ficción científica italiana. Muestra la historia futura de Italia desde 1860 al 2222.
También se acercó al teatro con las tragedias I Capuani, Spartaco y Gli ultimi anni di Galileo Galilei y a la comedia con I Beffeggiatori. Su Epistolario es además utilísimo para reconstruir la biografía de un autor tan prematuramente desaparecido. 

## Ediciones en español
- Antiafrodisíaco para el amor platónico. Sugerencia Editorial. 2000. ISBN 978-84-95547-09-5.
- Las confesiones de un italiano. El Acantilado. 2008. ISBN 978-84-96834-80-4.